# Sonata para violonchelo (Poulenc)
La Sonate pour violoncelle et piano, FP 143 compuesta por Francis Poulenc fue esbozada en 1940 y completada en 1948. Fue dedicada al violonchelista francés Pierre Fournier que le ayudó con los aspectos técnicos de la parte de violonchelo dado que el compositor no estaba familiarizado con dicho instrumento.
La sonata consta de cuatro movimientos:
1. Allegro - Tempo di Marcia
2. Cavatine
3. Ballabile
4. Finale

Cada movimiento está escrito en forma ternaria, con una sección central contrastante. La pieza tiene un estilo neobarroco y neoclásico.